# Gesundheitsökonomische Gesamtrechnungen der Länder
Die Gesundheitsökonomischen Gesamtrechnungen (GGR) sind Rechenwerke, die sich mit Fragestellungen in der Gesundheitswirtschaft beschäftigen und gegenwärtig noch entwickelt werden. Sie halten Informationen zu Art und Umfang der erbrachten Leistungen und der dafür eingesetzten Ressourcen sowie zu zukünftigen Entwicklungstendenzen in der Gesundheitswirtschaft bereit. Die Gesundheitsökonomischen Gesamtrechnungen geben somit Auskunft über die Leistungsfähigkeit und wirtschaftliche Bedeutung der Gesundheitswirtschaft.
In der amtlichen Statistik Deutschlands wird zwischen den Gesundheitsökonomischen Gesamtrechnungen des Bundes und der Länder unterschieden.
Die Gesundheitsökonomischen Gesamtrechnungen des Bundes stellen Informationen für Deutschland bereit. Diese werden im Rahmen der Gesundheitsberichterstattung des Bundes präsentiert.
Die Gesundheitsökonomischen Gesamtrechnungen der Länder betrachten die territoriale Ebene der Bundesländer. Diese Trennung ist erforderlich, weil viele Informationsquellen, die in Deutschland auf Bundesebene verfügbar sind, nicht auf der Ebene der Bundesländer vorliegen. Entsprechend müssen Methoden entwickelt werden, die auf der Grundlage der vorhandenen Datenbasis Aussagen zur Gesundheitswirtschaft auf der Ebene der Bundesländer erlauben. Diese Aufgabenstellung wird in der deutschen amtlichen Statistik durch die Statistischen Ämter der Länder wahrgenommen.
Erste wesentliche Schritte zur Ausgestaltung von Gesundheitsökonomischen Gesamtrechnungen stellen zum einen der Aufbau der Gesundheitsausgabenrechnung und der Gesundheitspersonalrechnung sowie zum anderen die Entwicklung eines Wertschöpfungsansatzes für die Gesundheitswirtschaft dar. Die Gesundheitsökonomischen Gesamtrechnungen geben also Auskunft über die getätigten Ausgaben im Gesundheitswesen, die Erwerbstätigen in diesem Wirtschaftsbereich sowie über die Leistungsfähigkeit und wirtschaftliche Bedeutung der Gesundheitswirtschaft.
Um die Komplexität der Gesundheitswirtschaft adäquat berücksichtigen zu können, werden die Gesundheitsökonomischen Gesamtrechnungen der Länder als Satellitensystem zu den Volkswirtschaftlichen Gesamtrechnungen (VGR) entwickelt. Perspektivisch wird mit Hilfe von Erkenntnissen aus diesem Satellitensystem auch eine Qualitätsverbesserung einzelner Komponenten der Volkswirtschaftlichen Gesamtrechnungen angestrebt.
Inhalte:
Arbeiten, die sich mit Fragestellungen in der Gesundheitswirtschaft beschäftigen. Schwerpunkte bilden zum einen die Gesundheitsausgaben- und die Gesundheitspersonalrechnung sowie zum anderen die Arbeiten zur Quantifizierung der Gesundheitswirtschaft (Wertschöpfungsansatz).
Zweck der Statistik:
Systematische Gesamtdarstellung von Niveau, Struktur und Entwicklung der Ausgaben und des Personals im Gesundheitswesen sowie der Bruttowertschöpfung und der Anzahl der Erwerbstätigen in der Gesundheitswirtschaft im volkswirtschaftlichen Kontext.
Ziel:
Erstellung eines Satellitensystems zur Abbildung der Gesundheitswirtschaft in VGR-Kategorien.
Hauptnutzer:
Politik und Ministerien (z. B. Gesundheits-, Sozial- und Wirtschaftsministerien), Wissenschaft und Forschung, Bürger und Medien, Kammern und Verbände.

## Aufgabenfelder der Gesundheitsökonomischen Gesamtrechnungen der Länder

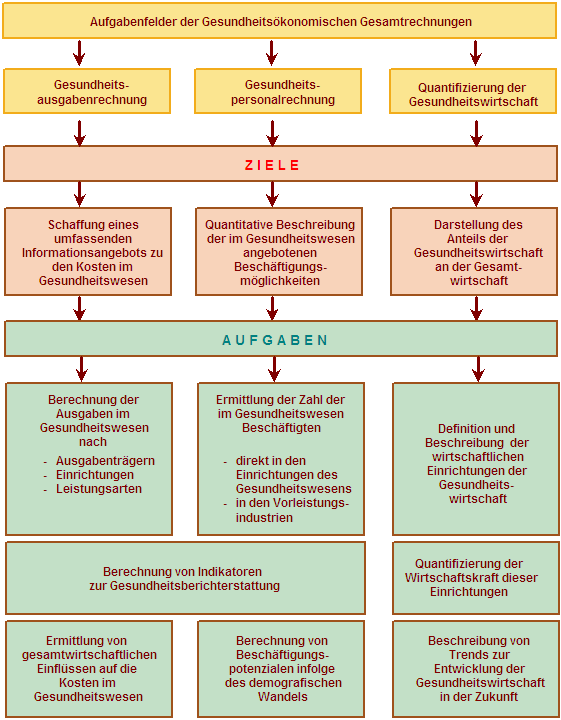
Handlungsstrategien zur Entwicklung der Gesundheitsökonomischen Gesamtrechnungen auf Länderebene

### Gesundheitsausgabenrechnung
Die Gesundheitsausgabenrechnung (GAR) ist ein mehrdimensionales Rechensystem, in dem die Gesundheitsausgaben ermittelt und nach Ausgabenträgern, Leistungsarten und den diese Leistungen erbringenden Einrichtungen gegliedert und in sachgerechten Klassifikationen dargestellt werden. Damit wird in der Gesundheitsausgabenrechnung der gesamte volkswirtschaftliche Ressourcenverbrauch ermittelt, der im Laufe eines Jahres für den Erhalt und die Wiederherstellung der Gesundheit aufgewendet wurde.

### Gesundheitspersonalrechnung
Die Gesundheitspersonalrechnung (GPR) beschäftigt sich mit der Ermittlung der im Gesundheitswesen beschäftigten Personen. Sie liefert detaillierte Angaben über die Anzahl und die Struktur der Beschäftigten im Gesundheitswesen, gegliedert nach Alter, Geschlecht, Beruf, Einrichtung und Art der Beschäftigung. Es werden sowohl die Zahl der Beschäftigten als auch die Vollzeitäquivalente ausgewiesen. Neben dem Pflegebereich und der betrieblichen Gesundheitssicherung werden auch gesundheitliche Maßnahmen zur Wiedereingliederung ins Berufsleben dem Gesundheitswesen zugeordnet. Tätigkeiten aus dem Gesundheits-, Sozial- oder Umweltbereich fließen dann ein, wenn sie primär der Sicherung, der Vorbeugung oder der Wiederherstellung von Gesundheit dienen. Unberücksichtigt bleiben somit jene Beschäftigten, die die Gesundheit nur im weiteren Sinne fördern. Die Beschäftigten werden zum Stichtag 31.12. des jeweiligen Berichtsjahres nachgewiesen.

### Quantifizierung der Gesundheitswirtschaft
Die Quantifizierung der Gesundheitswirtschaft (Wertschöpfungsansatz) ermöglicht eine Abbildung der wirtschaftlichen Tätigkeiten der in der Gesundheitswirtschaft aktiven wirtschaftlichen Einheiten in den Kategorien der Volkswirtschaftlichen Gesamtrechnungen. Grundlage dafür ist eine wirtschaftsfachliche Abgrenzung der Gesundheitswirtschaft in tiefster Gliederung (Unterklassen [WZ-5-Steller]) nach der jeweils gültigen Ausgabe der Klassifikation der Wirtschaftszweige.
Zur Quantifizierung der Gesundheitswirtschaft stehen im Rahmen der deutschen amtlichen Statistik verschiedene Datenquellen zur Verfügung. Zudem sind verschiedene Herangehensweisen vorstellbar. Ziel ist es jeweils, die Bruttowertschöpfung und die Zahl der Erwerbstätigen in der Gesundheitswirtschaft zu bestimmen, wobei die Passfähigkeit der Daten zu den amtlichen Gesamtrechnungsergebnissen gewährleistet sein muss.

## Arbeitsgruppe Gesundheitsökonomische Gesamtrechnungen (AG GGRdL)
Die Arbeitsgruppe AG GGRdL beschäftigt sich mit Fragestellungen der Gesundheitsökonomischen Gesamtrechnungen auf Länderebene. In dieser Arbeitsgruppe sind zurzeit (Januar 2016) die Statistischen Landesämter für Baden-Württemberg, Bayern, Berlin-Brandenburg, Hessen, NORD (Hamburg und Schleswig-Holstein), Nordrhein-Westfalen, Rheinland-Pfalz, Sachsen und Thüringen sowie das Statistische Bundesamt vertreten.

## Zusammenfassung
In der amtlichen Statistik Deutschlands wird zwischen den Gesundheitsökonomischen Gesamtrechnungen des Bundes und der Länder unterschieden. Die Gesundheitsökonomischen Gesamtrechnungen der Länder stellen Informationen zum Gesundheitswesen und zur Gesundheitswirtschaft auf der Ebene der Bundesländer bereit. Die Aktivitäten der deutschen amtlichen Statistik auf diesem Gebiet werden seit 2009 durch die AG GGRdL koordiniert. Ziel ist es, ein Instrumentarium zu schaffen, welches die Bereitstellung von methodisch einheitlichen und damit vergleichbaren Ergebnissen auf der Ebene der Bundesländer ermöglicht. Im Rahmen des Internetauftrittes der AG GGRdL wird über aktuelle Entwicklungen, erstellte Ergebnisse sowie geplante Vorhaben informiert.